# 1797 год
1797 (ты́сяча семьсо́т девяно́сто седьмо́й) год  по григорианскому календарю — невисокосный год, начинающийся в воскресенье. Это 1797 год нашей эры, 7‑й год 10‑го десятилетия XVIII века 2‑го тысячелетия, 8‑й год 1790‑х годов. Он закончился 228 лет назад.
| Пн | Вт | Ср | Чт | Пт | Сб | Вс |
|    |    |    |    |    |    | 1  |
| 2  | 3  | 4  | 5  | 6  | 7  | 8  |
| 9  | 10 | 11 | 12 | 13 | 14 | 15 |
| 16 | 17 | 18 | 19 | 20 | 21 | 22 |
| 23 | 24 | 25 | 26 | 27 | 28 | 29 |
| 30 | 31 |    |    |    |    |    |

| Пн | Вт | Ср | Чт | Пт | Сб | Вс |
|    |    | 1  | 2  | 3  | 4  | 5  |
| 6  | 7  | 8  | 9  | 10 | 11 | 12 |
| 13 | 14 | 15 | 16 | 17 | 18 | 19 |
| 20 | 21 | 22 | 23 | 24 | 25 | 26 |
| 27 | 28 |    |    |    |    |    |

| Пн | Вт | Ср | Чт | Пт | Сб | Вс |
|    |    | 1  | 2  | 3  | 4  | 5  |
| 6  | 7  | 8  | 9  | 10 | 11 | 12 |
| 13 | 14 | 15 | 16 | 17 | 18 | 19 |
| 20 | 21 | 22 | 23 | 24 | 25 | 26 |
| 27 | 28 | 29 | 30 | 31 |    |    |

| Пн | Вт | Ср | Чт | Пт | Сб | Вс |
|    |    |    |    |    | 1  | 2  |
| 3  | 4  | 5  | 6  | 7  | 8  | 9  |
| 10 | 11 | 12 | 13 | 14 | 15 | 16 |
| 17 | 18 | 19 | 20 | 21 | 22 | 23 |
| 24 | 25 | 26 | 27 | 28 | 29 | 30 |

| Пн | Вт | Ср | Чт | Пт | Сб | Вс |
| 1  | 2  | 3  | 4  | 5  | 6  | 7  |
| 8  | 9  | 10 | 11 | 12 | 13 | 14 |
| 15 | 16 | 17 | 18 | 19 | 20 | 21 |
| 22 | 23 | 24 | 25 | 26 | 27 | 28 |
| 29 | 30 | 31 |    |    |    |    |

| Пн | Вт | Ср | Чт | Пт | Сб | Вс |
|    |    |    | 1  | 2  | 3  | 4  |
| 5  | 6  | 7  | 8  | 9  | 10 | 11 |
| 12 | 13 | 14 | 15 | 16 | 17 | 18 |
| 19 | 20 | 21 | 22 | 23 | 24 | 25 |
| 26 | 27 | 28 | 29 | 30 |    |    |

| Пн | Вт | Ср | Чт | Пт | Сб | Вс |
|    |    |    |    |    | 1  | 2  |
| 3  | 4  | 5  | 6  | 7  | 8  | 9  |
| 10 | 11 | 12 | 13 | 14 | 15 | 16 |
| 17 | 18 | 19 | 20 | 21 | 22 | 23 |
| 24 | 25 | 26 | 27 | 28 | 29 | 30 |
| 31 |    |    |    |    |    |    |

| Пн | Вт | Ср | Чт | Пт | Сб | Вс |
|    | 1  | 2  | 3  | 4  | 5  | 6  |
| 7  | 8  | 9  | 10 | 11 | 12 | 13 |
| 14 | 15 | 16 | 17 | 18 | 19 | 20 |
| 21 | 22 | 23 | 24 | 25 | 26 | 27 |
| 28 | 29 | 30 | 31 |    |    |    |

| Пн | Вт | Ср | Чт | Пт | Сб | Вс |
|    |    |    |    | 1  | 2  | 3  |
| 4  | 5  | 6  | 7  | 8  | 9  | 10 |
| 11 | 12 | 13 | 14 | 15 | 16 | 17 |
| 18 | 19 | 20 | 21 | 22 | 23 | 24 |
| 25 | 26 | 27 | 28 | 29 | 30 |    |

| Пн | Вт | Ср | Чт | Пт | Сб | Вс |
|    |    |    |    |    |    | 1  |
| 2  | 3  | 4  | 5  | 6  | 7  | 8  |
| 9  | 10 | 11 | 12 | 13 | 14 | 15 |
| 16 | 17 | 18 | 19 | 20 | 21 | 22 |
| 23 | 24 | 25 | 26 | 27 | 28 | 29 |
| 30 | 31 |    |    |    |    |    |

| Пн | Вт | Ср | Чт | Пт | Сб | Вс |
|    |    | 1  | 2  | 3  | 4  | 5  |
| 6  | 7  | 8  | 9  | 10 | 11 | 12 |
| 13 | 14 | 15 | 16 | 17 | 18 | 19 |
| 20 | 21 | 22 | 23 | 24 | 25 | 26 |
| 27 | 28 | 29 | 30 |    |    |    |

| Пн | Вт | Ср | Чт | Пт | Сб | Вс |
|    |    |    |    | 1  | 2  | 3  |
| 4  | 5  | 6  | 7  | 8  | 9  | 10 |
| 11 | 12 | 13 | 14 | 15 | 16 | 17 |
| 18 | 19 | 20 | 21 | 22 | 23 | 24 |
| 25 | 26 | 27 | 28 | 29 | 30 | 31 |

## События

### Франция и её войны
- 9 января — польский генерал Ян Домбровский заключил с правительством дочерней Франции Ломбардской республики соглашение о создании польских легионов[1].
- 14 января — победа французов Бонапарта при Риволи[2].
- 2 февраля (14 плювиоза V года) — капитуляция Мантуи[2].
- 4 февраля (16 плювиоза V года) — во Франции упразднена бумажная денежная единица — мандаты — и введена в обращение только звонкая монета[3].
- 20 февраля (2 вантоза V года) — в Вандоме начался процесс над участниками Заговора равных во главе с Гракхом Бабёфом[4].
- Март — французские войска предприняли новое наступление, вторглись через Венецианскую республику в Австрию и стали приближаться к Вене[2].
- 7 апреля — в замке Эггенвальд близ Леобена начались переговоры между Францией и Австрией[5].
- 18 апреля
  - Леобенское перемирие Австрии и Франции[2].
  - Восьмидесятитысячная Самбро-Маасская армия генерала Лазара Гоша перешла Рейн у Нойвида и начала продвижение вглубь Германии. Известие о Леобенском перемирии останавливает это продвижение уже на рубеже реки Нидда в Гессене.
- 27 мая (7 прериаля V года) — после длившегося два месяца суда (Вандомский процесс) казнены Бабёф и Дарте.
- 16 июля — реорганизация правительства Франции. Новым министром внешних сношений назначен Шарль Морис Талейран[6].
- 22 июля — подал в отставку новый военный министр Франции генерал Гош, обвинённый в нарушении конституции.
- 10 августа — Португалия заключила мир с Французской республикой. Вскоре договор денонсирован под давлением Великобритании[7].
- 3—4 сентября (17—18 фруктидора) — Правительственные войска заняли здания Совета пятисот и Совета старейшин и арестовали часть депутатов. Аннулирование избрания депутатов-монархистов, высылка их в колонии (переворот 18 фрюктидора).
- 15 сентября
  - Директория Французской республики предъявила Австрии ультиматум с требованиями признания французской границы по Рейну и отказа Австрии от своих позиций в Италии[8].
  - Франция предложила Пруссии военный союз. 27 сентября Пруссия отвергла это предложение[9].
- 19 сентября — в штаб-квартире в Вецларе скончался от быстротечного туберкулёза командующий объединёнными Самбро-Маасской и Рейн-Мозельской армиями генерал Лазар Гош.
- 17 октября — ночью на 18 октября в замке Пассериано[10] заключён Кампоформийский мир Франции с Австрией. Австрия признала присоединение Бельгии и левого берега Рейна к Франции и отказалась от Ломбардии, получив большую часть территории Венецианской республики[2].
- 5 декабря — генерал Бонапарт прибыл в Париж[11].
- 10 декабря — в почётном дворе Люксембургского дворца состоялась торжественное чествование генерала Наполеона Бонапарта с участием членов Директории[12].
- Успех роялистов во Франции на выборах 1/3 депутатов.

### Россия
- 9 марта — заложен Михайловский (Инженерный) замок в Санкт-Петербурге.
- 16 апреля
  - Коронация российского императора Павла I в Москве.
  - Издание российским императором Павлом I Манифеста о трёхдневной барщине. Начало процесса законодательного ограничения крепостного права в России.
  - Павлом I был издан закон о престолонаследии.
- 2 сентября — на месте Глебовской башни Рязанского кремля заложена Соборная колокольня.
- 27 октября — надворному советнику Венедикту Фатову Павлом I пожаловано 25 пустошей из числа казённых земель Юхновского уезда Смоленской губернии, «к устроенной им фабрике кос», впоследствии — Хватова завода.
- Ноябрь — рядом с Зимним дворцом был построен экзерциргауз для проведения в нём парадов в холодное время.
- Указом Павла I было образовано Удельное ведомство.
- Образованы Царскосельское, Петергофское, Стрельнинское, Гатчинское, Ораниенбаумское и Павловское дворцовые управления.
- В Санкт-Петербурге создан Капитул императорских орденов[13]

### Другие страны

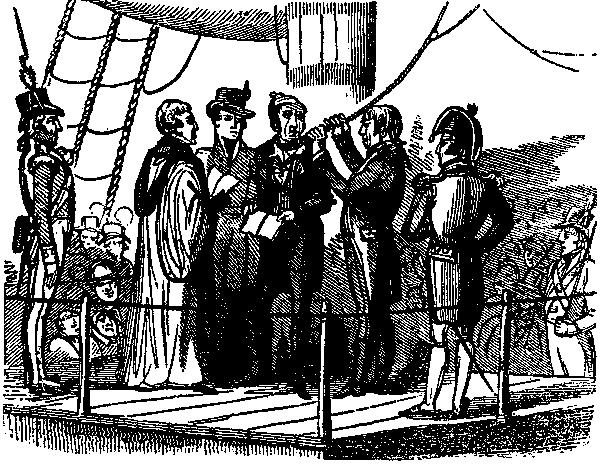
30 июня: повешение Ричарда Паркера, руководителя мятежа на британском военном флоте.

- Апрель-май — восстания в военно-морском флоте Англии, вызванные снижением жалования матросам[14]. 23 участника восстания повешены. Закрыто «Лондонское корреспондентское общество».
- 12 мая — делегатский комитет во главе с матросом Ричардом Паркером объединил под своим началом восставшие суда военно-морского флота Великобритании в портах Нор и Ширнесс. Восставшие блокировали устье Темзы[14].
- Установление единого таможенного тарифа для Дании и Норвегии.
- Май — создание в Северной Италии Цизальпинской и Лигурийской республик.
- 1 июня — эскадра из Ярмута присоединилась к восстанию Ричарда Паркера[15].
- 9 июня — глава восстания на военно-морском флоте Великобритании Ричард Паркер арестован офицерами после того, как отдал приказ флоту выйти в открытое море. Восстание подавлено[15].
- 14 июня — французская армия занимает Геную. Генуэзская республика переходит под французский контроль[16].
- 29 июня — в Италии провозглашена Цизальпинская республика, созданная в результате объединения Циспаданской и Транспаданской республик[16].
- 30 июня — по приговору военного суда повешены лидер восстания на британском военном флоте Ричард Паркер и 30 активных участников мятежа[15].
- 19 ноября — в Италии образована Анконитанская республика[16].
- 1797—1840 — король Пруссии Фридрих Вильгельм III.

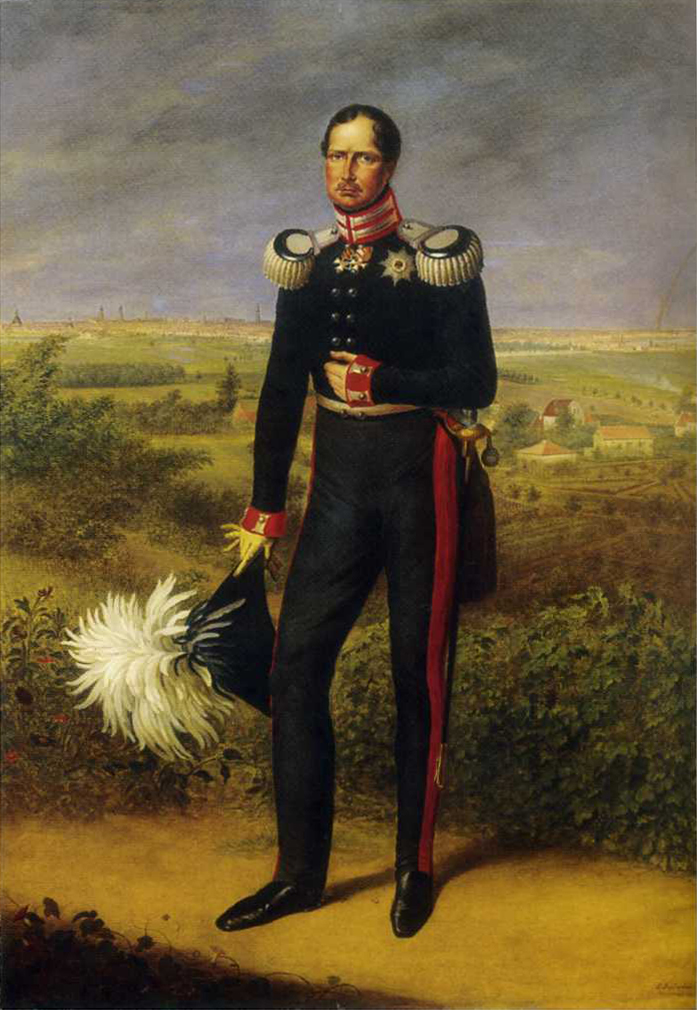
Фридрих Вильгельм III

- 1797—1806 — герцог Вюртемберга Фридрих II.
- Царскому правительству удалось путём создания в Младшем жузе ханского совета объединить соперничавшие группы феодалов. Срым Датов вошёл в совет. Ханом Младшего жуза стал Айчувак. Восстание пошло на убыль и прекратилось.
- В Сычуани созвано совещание предводителей больших отрядов восставших.
- 1797, 4 марта — 1801, 4 марта — 2-й президент США Джон Адамс (1735—1826) (от Федералистской партии).
- 1797, 4 марта — 1801, 4 марта — 2-й вице-президент США Томас Джефферсон.

## Родились
См. также: Категория:Родившиеся в 1797 году

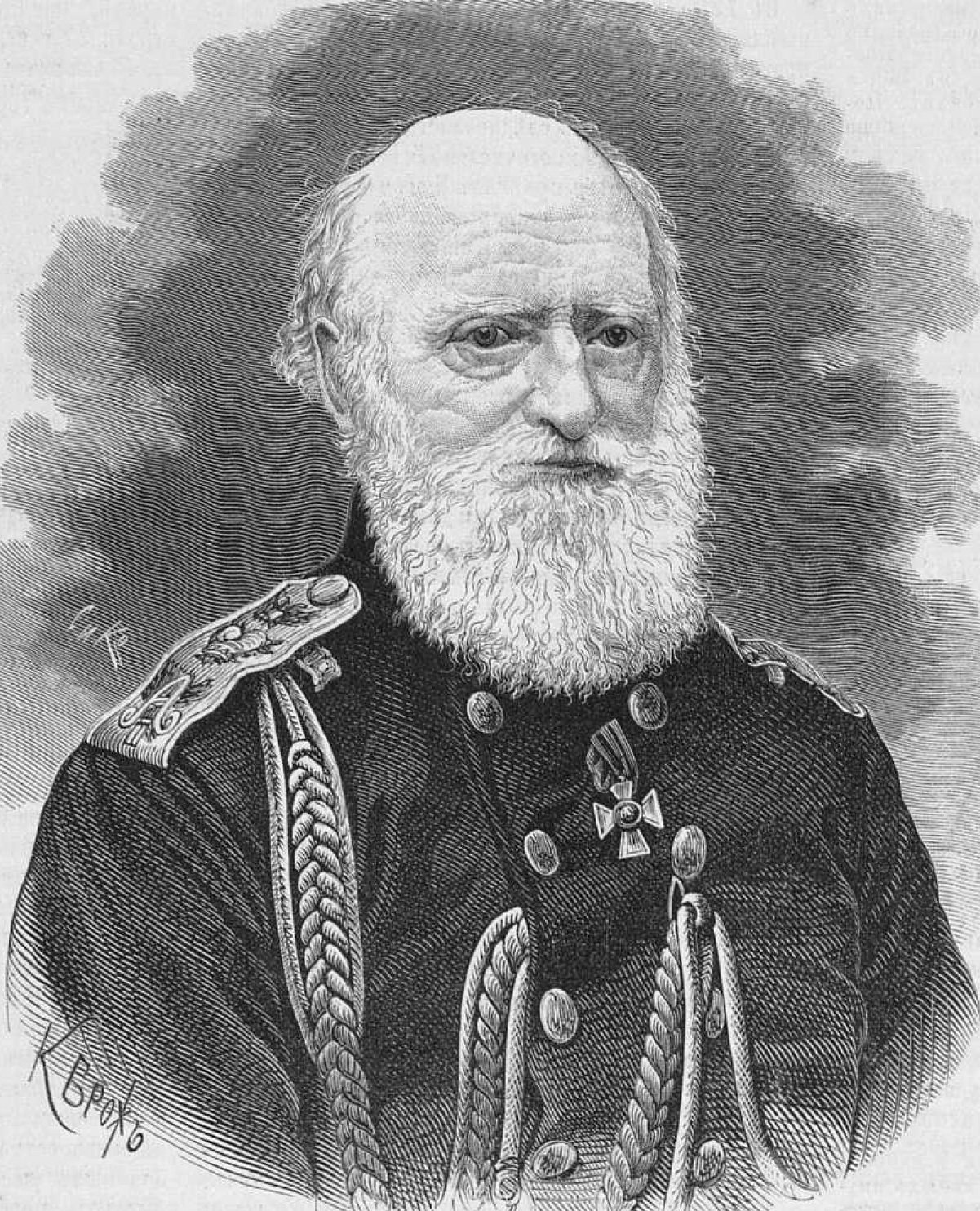
Врангель

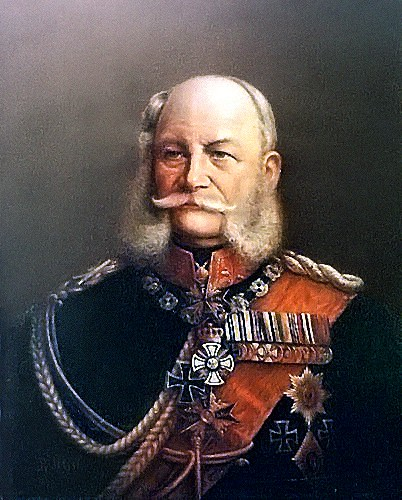
Вильгельм I

- 8 января — Джеймс Белл, британский агент в Черкесии (ум. 1858).
- 9 января — Фёдор Петрович Врангель, российский мореплаватель и полярный исследователь (ум. 1870).
- 10 января — Аннетте Дросте-Хюльсхофф, немецкая поэтесса и новеллистка (ум. 1848).
- 26 января — Аркадий Лесков, русский мореплаватель, участник Первой русской антарктической экспедиции.
- 31 января — Франц Петер Шуберт, австрийский композитор, один из основоположников романтизма в музыке.
- 22 марта — Вильгельм I, король Пруссии и кайзер Германии (ум. 1888).
- 27 марта — Альфред Виктор де Виньи, французский писатель (ум. 1863).
- 14 апреля — Адольф Тьер, французский государственный деятель и историк (ум. 1877).
- 21 июня — Вильгельм Карлович Кюхельбекер, русский поэт, драматург, литературный критик; декабрист (ум. 1846).
- 23 июля — Шарль Жюль Лабарт, французский археолог (ум. 1880).
- 30 августа — Мэри Шелли, английская писательница (ум. 1851).
- 10 сентября — Пётр Высоцкий, польский военачальник, участник национально-освободительного движения (ум. 1875).
- 28 сентября — Софья Маргарита Кнорринг, шведская писательница (ум. 1848).
- 2 ноября — Иван Тимофеевич Калашников, русский писатель (ум. 1863).
- 3 ноября — Александр Александрович Бестужев-Марлинский, русский писатель, критик, публицист; декабрист (ум. 1837).
- 6 ноября — Габриэль Андраль, французский медик и педагог; профессор, член Французской академии наук (ум. 1876).
- 14 ноября — Чарлз Лайелл, основоположник эволюционного учения в геологии (ум. 1875).
- 17 декабря — Джозеф Генри, американский физик (ум. 1878).

## Скончались
См. также: Категория:Умершие в 1797 году
- 31 марта — Бетти Вашингтон Льюис, младшая сестра Джорджа Вашингтона.
- 27 мая — Франсуа Ноэль (Гракх) Бабёф — французский коммунист-утопист, основатель бабувизма и организатор «Заговора равных» (род. 1760)
- 10 сентября — Мэри Годвин, английская писательница и феминистка.
- 19 сентября — дивизионный генерал Луи Лазар Гош — французский военачальник эпохи Великой французской революции, военный министр Франции в 1797 году (род. 1768)
- 10 октября — Агуй, китайский военачальник и государственный деятель во времена династии Цин.